# أكبر من أن يفشل (فلم)
أكبر من أن تفشل (بالإنجليزية: Too Big to Fail) هو فيلم تلفزيوني درامي أمريكي عن سيرة ذاتية، بُث لأول مرة على إتش بي أو في 23 مايو 2011م استناداً إلى كتاب أندرو روس سوركين غير الخيالي والذي بعنوان ( أكبر من أن تفشل: القصة الداخلية لكيفية خوض وول ستريت وواشنطن لإنقاذ النظام المالي-وأنفسهم) (2009).
الفيلم من إخراج كورتيس هانسون. تلقى الفيلم 11 ترشيحًا في حفل توزيع جوائز إيمي الثالثة والستون؛ وأكسبه تصوير بول جياماتي لبن برنانكي جائزة نقابة ممثلي الشاشة للأداء المتميز لممثل ذكر في مسلسل قصير أو فيلم تلفزيوني في حفل توزيع جوائز نقابة ممثلي الشاشة الثامنة عشر.
أصدر قرص DVD للفيلم في 12 يونيو 2012.

## وصلات خارجية
لا توجد روابط لمواقع التواصل الاجتماعي.

- مقالات تستعمل روابط فنية بلا صلة مع ويكي بيانات
- أفلام HBO: أكبر من أن تفشل
- Too Big to Fail  في قاعدة بيانات الأفلام على الإنترنت (بالإنجليزية)